# Вершешти (Бакау)
Вершешти (рум. Verșești) насеље је у Румунији у округу Бакау у општини Сандулени. Oпштина се налази на надморској висини од 280 m.

## Становништво
Према подацима из 2002. године у насељу је живело 880 становника, од којих су сви румунске националности.